# Liste der Bodendenkmale in Bestensee
Die Liste der Bodendenkmale in Bestensee enthält alle Bodendenkmale der brandenburgischen Gemeinde Bestensee und ihrer Ortsteile. Grundlage ist die Veröffentlichung der Landesdenkmalliste mit dem Stand vom 31. Dezember 2020. Die Baudenkmale sind in der Liste der Baudenkmale in Bestensee aufgeführt.
|    | Gemarkung        | Flur | Kurzansprache | Bodendenkmalnummer | Bemerkung | Bild |
| -- | ---------------- | ---- | --- | ------------------ | --------- | ---- |
| 1  | Bestensee (Lage) | 1    | Rast- und Werkplatz Steinzeit, Siedlung Bronzezeit                                                                                               | 10003              |           |      |
| 2  | Bestensee (Lage) | 12   | Rast- und Werkplatz Steinzeit | 10004              |           |      |
| 3  | Bestensee (Lage) | 7    | Siedlung römische Kaiserzeit | 10005              |           |      |
| 4  | Bestensee (Lage) | 1    | Siedlung römische Kaiserzeit, Siedlung slawisches Mittelalter                                                                                    | 10006              |           |      |
| 5  | Bestensee (Lage) | 1    | Siedlung slawisches Mittelalter | 10007              |           |      |
| 6  | Bestensee (Lage) | 1    | Siedlung Urgeschichte, Siedlung slawisches Mittelalter                                                                                           | 10008              |           |      |
| 7  | Bestensee (Lage) | 5    | Rast- und Werkplatz Mesolithikum | 10009              |           |      |
| 8  | Bestensee (Lage) | 8    | Rast- und Werkplatz Mesolithikum | 10010              |           |      |
| 9  | Bestensee (Lage) | 8    | Rast- und Werkplatz Mesolithikum | 10011              |           |      |
| 10 | Bestensee (Lage) | 2    | Rast- und Werkplatz Mesolithikum | 10012              |           |      |
| 11 | Bestensee (Lage) | 9    | Rast- und Werkplatz Mesolithikum | 10013              |           |      |
| 12 | Bestensee (Lage) | 1    | Rast- und Werkplatz Mesolithikum | 10014              |           |      |
| 13 | Bestensee (Lage) | 8    | Rast- und Werkplatz Mesolithikum | 10015              |           |      |
| 14 | Bestensee (Lage) | 8    | Rast- und Werkplatz Mesolithikum | 10016              |           |      |
| 15 | Bestensee (Lage) | 2    | Kirche Neuzeit, Dorfkern deutsches Mittelalter, Kirche deutsches Mittelalter, Dorfkern Neuzeit, Friedhof deutsches Mittelalter, Friedhof Neuzeit | 10017              |           | 5    |
| 16 | Bestensee (Lage) | 7    | Dorfkern Neuzeit, Dorfkern deutsches Mittelalter                                                                                                 | 12099              |           |      |
| 17 | Bestensee (Lage) | 14   | Gräberfeld Bronzezeit | 12356              |           |      |
| 18 | Bestensee (Lage) | 14   | Rast- und Werkplatz Steinzeit, Siedlung Urgeschichte                                                                                             | 12655              |           |      |